# Нугу Толо
Нугу Толо (фр. Nouhou Tolo, нар. 23 червня 1997, Дуала) — камерунський футболіст, захисник американського клубу «Такома Дефіанс».
Виступав, зокрема, за клуби «Рейнбоу» та «Такома Дефіанс», а також національну збірну Камеруну.
Переможець Ліги чемпіонів КОНКАКАФ.

## Клубна кар'єра
У дорослому футболі дебютував 2015 року виступами за команду «Рейнбоу». 
Своєю грою за цю команду привернув увагу представників тренерського штабу клубу «Такома Дефіанс», до складу якого приєднався 2016 року. Відіграв за команду зі Такоми наступні жодного сезонів своєї ігрової кар'єри. Більшість часу, проведеного у складі «Такома Дефіанс», був основним гравцем захисту команди.
У 2017 році захищав кольори клубу «Сіетл Саундерз».
До складу клубу «Такома Дефіанс» приєднався 2017 року. Станом на 11 жовтня 2022 року відіграв за команду зі Такоми 8 матчів в національному чемпіонаті.

## Виступи за збірні
У 2017 році залучався до складу молодіжної збірної Камеруну. На молодіжному рівні зіграв в одному офіційному матчі.
У тому ж році дебютував в офіційних матчах у складі національної збірної Камеруну.
У складі збірної був учасником Кубка африканських націй 2021 року у Камеруні, на якому команда здобула бронзові нагороди, чемпіонату світу 2022 року у Катарі.
| Дата       | Місто          | Господарі      | Результат               | Гості             | Турнір                                      | Голи | Примітки   |
| ---------- | -------------- | -------------- | ----------------------- | ----------------- | ------------------------------------------- | ---- | ---------- |
| 11-11-2017 | Ндола          | Замбія         | 2 – 2                   | Камерун           | Відбір до ЧС 2018                           | -    |            |
| 8-6-2021   | Вінер-Нойштадт | Камерун        | 0 – 0                   | Нігерія           | товариський матч                            | -    |            |
| 8-10-2021  | Яунде          | Камерун        | 3 – 1                   | Мозамбік          | Відбір до ЧС 2022                           | -    |            |
| 11-10-2021 | Танжер         | Мозамбік       | 0 – 1                   | Камерун           | Відбір до ЧС 2022                           | -    |            |
| 13-11-2021 | Совето         | Малаві         | 0 – 4                   | Камерун           | Відбір до Кубка африканських націй 2021     | -    |            |
| 16-11-2021 | Дуала          | Камерун        | 1 – 0                   | Кот-д'Івуар       | Відбір до ЧС 2022                           | -    | 5'         |
| 9-1-2022   | Яунде          | Камерун        | 2 – 1                   | Буркіна-Фасо      | Кубок африканських націй 2021 - 1-й етап    | -    |            |
| 13-1-2022  | Яунде          | Камерун        | 4 – 1                   | Ефіопія           | Кубок африканських націй 2021 - 1-й етап    | -    | 79'        |
| 17-1-2022  | Яунде          | Кабо-Верде     | 1 – 1                   | Камерун           | Кубок африканських націй 2021 - 1-й етап    | -    |            |
| 24-1-2022  | Яунде          | Камерун        | 2 – 1                   | Коморські Острови | Кубок африканських націй 2021 - 1/8 фіналу  | -    |            |
| 29-1-2022  | Дуала          | Гамбія         | 0 – 2                   | Камерун           | Кубок африканських націй 2021 - чвертьфінал | -    |            |
| 3-2-2022   | Яунде          | Камерун        | 0 – 0 д.ч. (1 – 3 п.п.) | Єгипет            | Кубок африканських націй 2021 - півфінал    | -    |            |
| 25-3-2022  | Дуала          | Камерун        | 0 – 1                   | Алжир             | Відбір до ЧС 2022                           | -    |            |
| 29-3-2022  | Бліда          | Алжир          | 1 – 2 д.ч.              | Камерун           | Відбір до ЧС 2022                           | -    | 63' 120+3' |
| 9-6-2022   | Дар-ес-Салам   | Бурунді        | 0 – 1                   | Камерун           | Відбір до Кубка африканських націй 2023     | -    |            |
| 23-9-2022  | Коян           | Камерун        | 0 – 2                   | Узбекистан        | товариський матч                            | -    | 87'        |
| 27-9-2022  | Сеул           | Південна Корея | 1 – 0                   | Камерун           | товариський матч                            | -    |            |
| 18-11-2022 | Абу-Дабі       | Камерун        | 1 – 1                   | Панама            | товариський матч                            | -    | 46'        |
| Усього     |                | Матчів         | 18                      |                   | Голів                                       | 0    |            |

## Титули і досягнення

### Командні
- Переможець Ліги чемпіонів КОНКАКАФ (1):

«Сіетл Саундерз»: 2022

### Особисті
- Матч всіх зірок МЛС: 2021
- Символічна збірна Ліги чемпіонів КОНКАКАФ: 2022